# Akste
Koordinaten: 58° 10′ N, 27° 5′ O

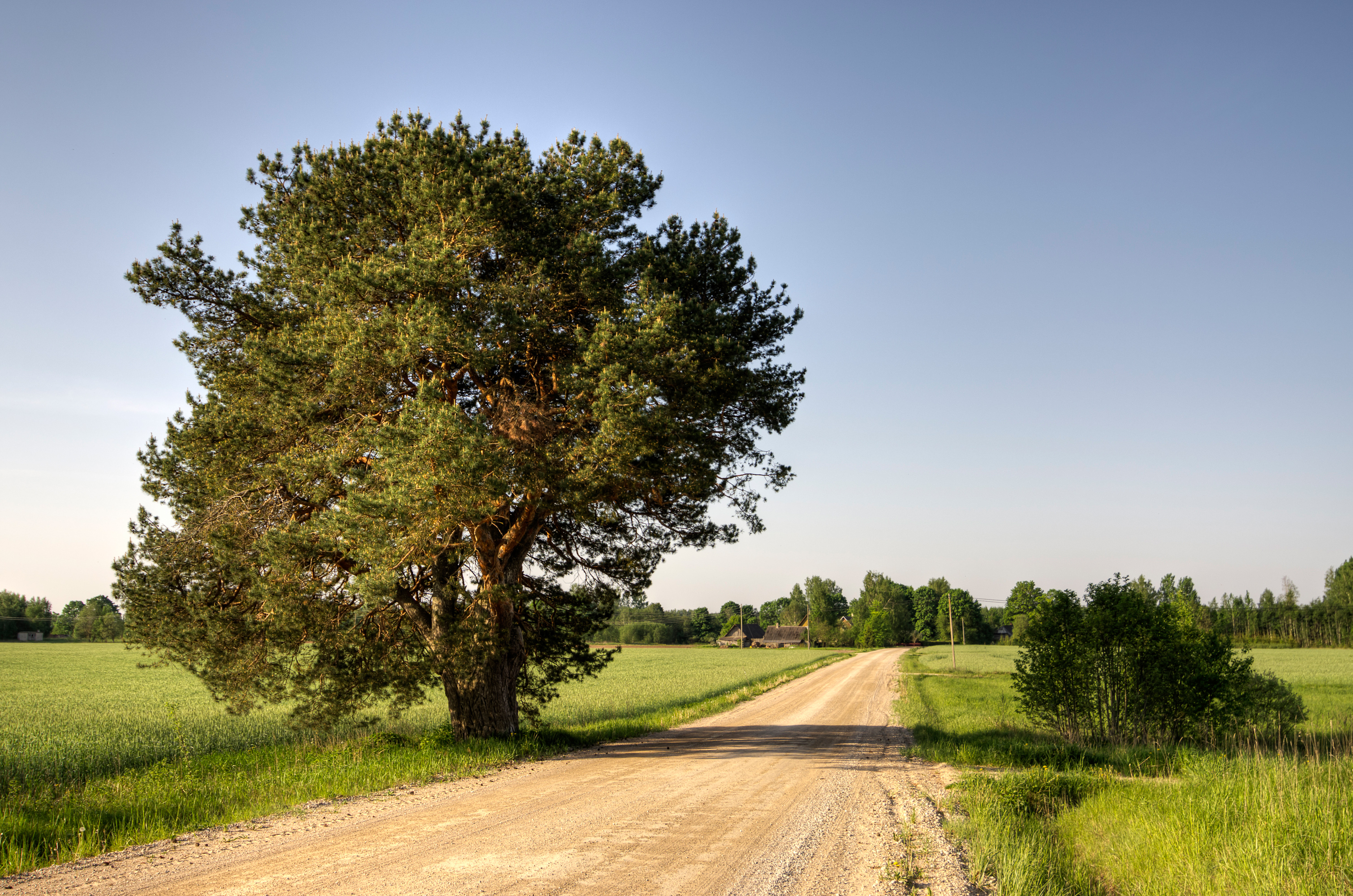
Waldkiefer in Akste

Akste ist ein Dorf (estnisch küla) im Südosten Estlands. Es gehört zur Gemeinde Põlva (bis 2017 Ahja) im Kreis Põlva.

## Einwohnerschaft und Lage
Das Dorf hat 67 Einwohner (Stand 31. Dezember 2011).
Es liegt 33 Kilometer südöstlich der zweitgrößten estnischen Stadt Tartu. Östlich des Dorfkerns fließt der Fluss Ahja (Ahja jõgi).
Der Ort wurde erstmals 1582 unter dem Namen Hakstkula urkundlich erwähnt.

## Waldameisen
In Akste befindet sich seit 1974 eine biologische Forschungsstation, die sich auf Waldameisen spezialisiert hat. Der Schwerpunkt liegt auf der Formica aquilonia und der Formica fusca.
Im August 1977 wurde zum Schutz der Ameisenkolonien ein ca. 200 Hektar großes Schutzgebiet ins Leben gerufen. Darin befinden sich über 2000 Ameisenhaufen. Manche sind bis zu einhundert Jahre alt.